# Семеєво
Семе́єво (рос. Семеево, марій. Семисола) — присілок у складі Новотор'яльського району Марій Ел, Росія. Входить до складу Чуксолинського сільського поселення.

## Населення
Населення — 104 особи (2010; 91 у 2002).
Національний склад (станом на 2002 рік):
- марійці — 99 %